# پنهان‌شده (فیلم ۲۰۱۴)
پنهان‌شده (اسپانیایی: A escondidas‎) یک فیلم درام رمانتیک اسپانیایی محصول سال ۲۰۱۴ به نویسندگی و کارگردانی میکل روئدا است. این پروژه را به الکس انگولا، بازیگر باسکی که در ژوئیه ۲۰۱۴ در یک تصادف رانندگی درگذشت، تقدیم کرد مضامینی که در سراسر فیلم وجود دارند عبارتند از عشق اول نوجوانی، معضلات اجتماعی-فرهنگی، نژادپرستی و تبعید، و ارتباط عاطفی از طریق برخی از این موانع.

## بازیگران
- ژرمن آلکارازو در نقش رافا
- عادل کوکوه در نقش ابرا
- جوزبا اوگالده در نقش گیله
- موسی اشریف در نقش یوسف
- آنا واگنر در نقش آلیشیا
- الکس آنگولو در نقش خوزه
- کوئیر لیسبون: بهترین فیلم بلند (میکل روئدا)
- بیست و چهارمین دوره جوایز اتحادیه بازیگران و بازیگران زن: فیلم: بازی در نقش کوچک، زن (آنا واگنر)